# Centre international pour le règlement des différends relatifs aux investissements
Le Centre international pour le règlement des différends relatifs aux investissements (CIRDI) (en anglais : International Centre for Settlement of Investment Disputes, ICSID) a été créé par la Convention de Washington du 18 mars 1965.

## Description
Il s'agit d'une organisation internationale faisant partie du Groupe de la Banque mondiale qui offre des moyens de conciliation et d'arbitrage pour régler les différends relatifs aux investissements opposant des États contractants à des ressortissants d'autres États contractants (article 25 de ladite convention).
Le CIRDI fournit des services d'administration d'affaires aux tribunaux arbitraux créés sur le fondement de la Convention de Washington par les parties à chaque affaire donnée.

## Organes
- le conseil administratif (articles 4 à 8): qui comprend un représentant de chaque État contractant;
- un secrétariat (articles 9 et 10);
- des listes (articles 12 à 16) : chaque partie est libre de nommer les arbitres qu'elles souhaitent mais le CIRDI met à disposition une liste d'arbitres.

Le CIRDI n'est pas gratuit (article 17) : les parties qui font appel à lui doivent payer une redevance et les États membres de la Banque mondiale supportent l'excédent.

## États membres
En 2012, le Cirdi compte 147 États membres. La Bolivie se retire du Cirdi le 2 mai 2007, suivie par l'Équateur le 9 juillet 2009.

## Sentences
- Le gouvernement indonésien a été poursuivi en juin 2012 par la compagnie Churchill Mining (basée à Londres) le gouvernement ayant révoqué les droits de concession détenus par une compagnie locale dans laquelle Churchill Mining avait investi.
- En 2019, le Pakistan a été condamné à payer 5,84 milliards de dollars au groupe minier Tethyan Copper Company à la suite d'un conflit autour d'un permis d'exploitation au Baloutchistan[3].
- En 2024, le Maroc est condamnée à verser 150 millions de dollars à Corral Petroleum Holdings[4].